# Departamento judicial de La Matanza

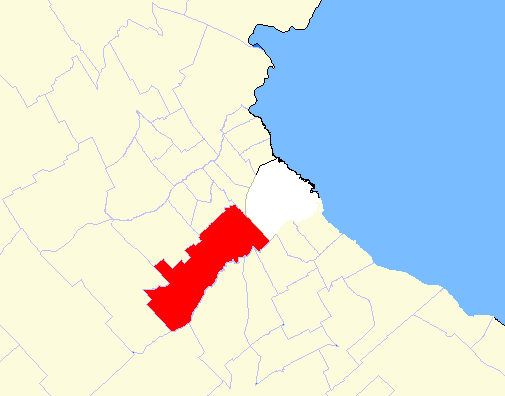
Departamento judicial de La Matanza.

El Departamento Judicial de La Matanza es uno de los 18 departamentos judiciales en los que está dividida la Provincia de Buenos Aires, Argentina.
Abarca únicamente el territorio del partido de La Matanza, en un área de 2,037,428 habitantes (Indec, 2010).
En ella intervienen los siguientes fueros: Penal, Familia, Contencioso Administrativo, Civil y Comercial, de Menores y del Trabajo (Laboral).
Los tribunales se encuentran en la ciudad de San Justo. 
Cuenta con las siguientes oficinas:
- Cámara de Apelación en lo Civil y Comercial
  - Sala I
  - Sala II
- Cámara de Apelación y Garantías en lo Penal

Sala I 
Sala II
- Fiscalía General
- Defensoría General
- Juzgado Civil y Comercial N.º 1
- Juzgado Civil y Comercial N.º 2
- Juzgado Civil y Comercial N.º 3
- Juzgado Civil y Comercial N.º 4
- Juzgado Civil y Comercial N.º 5
- Juzgado Civil y Comercial N.º 6
- Juzgado Civil y Comercial N.º 7
- Juzgado Civil y Comercial N.º 8
- Juzgado Civil y Comercial N.º 9
- Juzgado Civil y Comercial N.º 10
- Juzgado en lo Contencioso Administrativo N.º 1
- Juzgado de ejecución penal N.º 1
- Juzgado de ejecución penal N.º 2
- Juzgado de Familia N.º 1
- Juzgado de Familia N.º 2
- Juzgado de Familia N.º 3
- Juzgado de Familia N.º 4
- Juzgado de Familia N.º 5
- Juzgado de Familia N.º 6
- Juzgado de Familia N.º 7
- Juzgado de Familia N.º 8
- Juzgado de Familia N.º 9
- Juzgado de Familia N.º 10
- Juzgado de Familia N.º 11
- Tribunales en lo criminal N.º 1
- Tribunales en lo criminal N.º 2
- Tribunales en lo criminal N.º 3
- Tribunales en lo criminal N.º 4
- Tribunales en lo criminal N.º 5
- Juzgado de Garantías N.º 1
- Juzgado de Garantías N.º 2
- Juzgado de Garantías N.º 3
- Juzgado de Garantías N.º 4
- Juzgado de Garantías Nro. 5
- Juzgado de Garantías Nro. 6
- Juzgado de Garantías del Joven N.º 1
- Juzgado de Garantías del Joven N.º 2
- Juzgado de Responsabilidad Penal Juvenil N.º 1
- Juzgado de Responsabilidad Penal Juvenil N.º 2
- Juzgado en lo Correccional N.º 1
- Juzgado en lo Correccional N.º 2
- Juzgado en lo Correccional N.º 3
- Juzgado en lo Correccional N.º 4
- Tribunal del Trabajo N.º 1
- Tribunal del Trabajo N.º 2
- Tribunal del Trabajo N.º 3
- Tribunal del Trabajo N.º 4
- Tribunal del Trabajo N.º 5
- Archivo Departamental
- Registro Público de Comercio
- Receptoría General de Expedientes
- Asesoría Pericial Departamental
- Oficina de Mandamientos y Notificaciones
- Biblioteca
- Departamento de Cobro de Honorarios de Peritos Oficiales y Ejecución de Tasa de Justicia
- Delegación de administración
- Delegación de mantenimiento
- Delegación de la dirección y sanidad
- Seccional del Registro General de Subastas Judiciales
- Jardín maternal
- Intendencia departamental
- Delegación informática